# Weiler am Berge

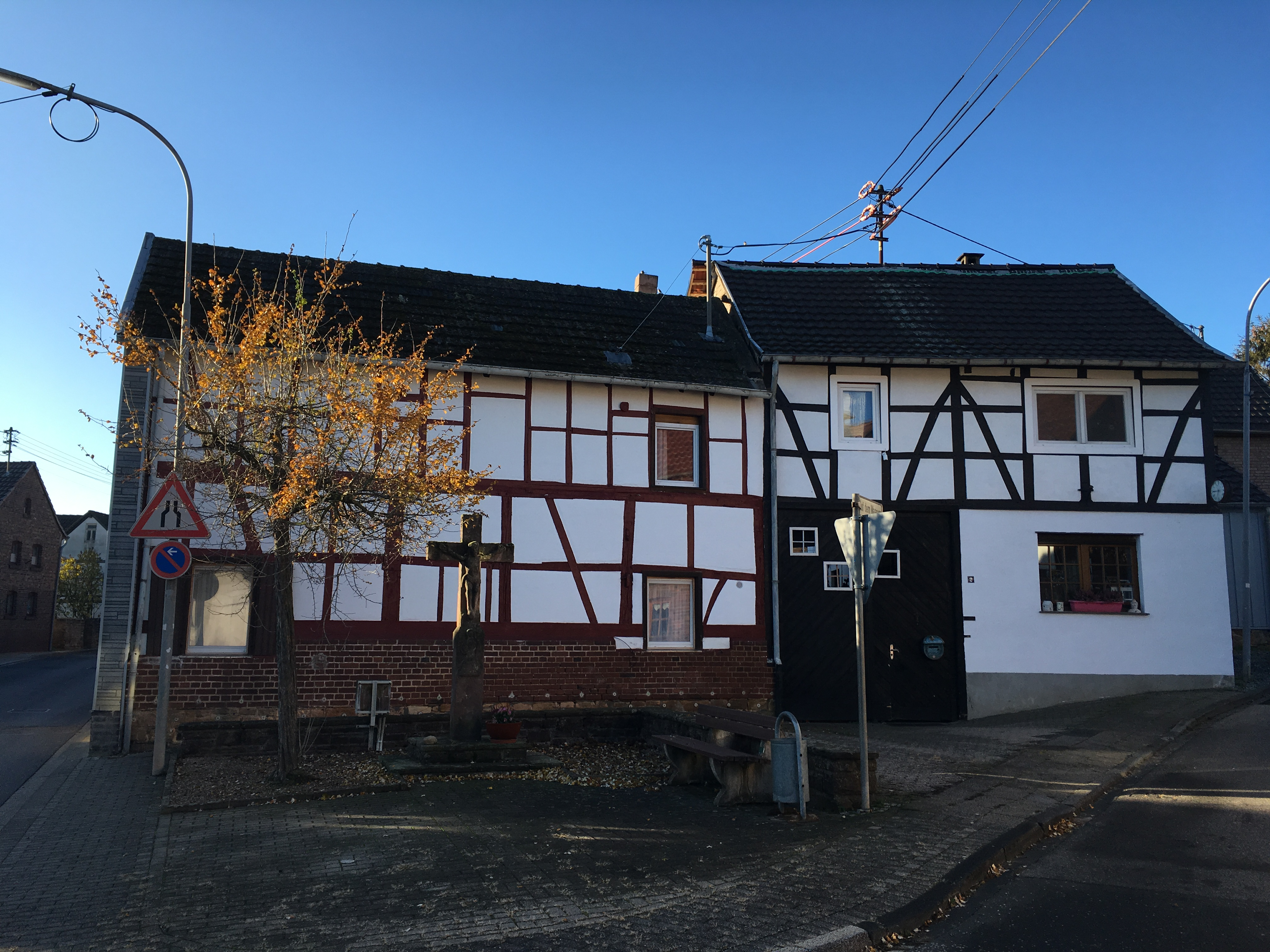
Wegekreuz Auf dem Waasem / Holzheimer Straße

Weiler am Berge ist ein östlicher Stadtteil von Mechernich im Kreis Euskirchen in Nordrhein-Westfalen. Bei der Ortschaft entspringen der Krebsbach, der Kühlbach und der Schwarzwassergraben. Weiler am Berge verfügt über ein Dorfhaus und ein Ehrenmal für die Opfer der Kriege. Zweimal jährlich finden Schleppjagden zu Pferde statt.

## Geschichte
Erste Nachweise einer Besiedlung wurden bei archäologischen Grabungen entdeckt und konnten in die Zeit des Römischen Reiches datiert werden. Darüber hinaus ist bekannt, dass bereits im Mittelalter einige Gutshöfe im Ort vorhanden waren.
Nach dem Einmarsch der Franzosen 1794 wurde das linksrheinische Gebiet französisch. Sie teilten das die Fläche 1798 in vier Départements auf, die in ihrerseits wiederum in Arrondissements unterteilt waren. Innerhalb dieser Verwaltungseinheiten entstanden Mairien, darunter auch die Mairie Wachendorf, zu der die „Commune de Weiler“ zugeschlagen wurde. Dabei wurde nicht berücksichtigt, dass Weiler der Pfarrei in Holzheim unterstand und beispielsweise die schulpflichtigen Kinder aus Weiler a.B. die Volksschule in Holzheim besuchten. Ebenso war Weiler am Berge bei der Wasserversorgung auf eine Wasserlieferung aus dem ehemaligen Kreis Schleiden angewiesen, der aus dem Kanton Gemünd hervorgegangen war. Obwohl nun die Verflochtenheit Weilers mit dem Nachbarkreis Schleiden intensiver war als die mit dem eigenen Kreis, kam es im Laufe von mehr als anderthalb Jahrhunderten nicht zu einer Korrektur der willkürlich erscheinenden Kantonsbegrenzung aus dem Jahre 1798. Erst die zweite kommunale Neugliederung, die die aus den Kantonsgrenzen hervorgegangenen Kreis- und Regierungsbezirks-Grenzen beseitigte und die Stadt Mechernich entstehen ließ, brachte die durch Jahrhunderte verbundenen ehemaligen Gemeinden Weiler am Berge und Holzheim unter ein gemeinsames kommunales Dach.
Für die Einrichtung einer Mairie war es erforderlich, dass mit Unterstützung des Ortsvorstehers eine Liste der Einwohner erstellt wurde. In Weiler am Berge übernahm diese Aufgabe der Freiherr von Ritz auf Schloss Wachendorf. Sie enthielt einige Irrtümer, die sich im Nachgang anhand der Personen-Standregister ausräumen ließen. Lediglich ein Familienname war nicht zweifelsfrei zu identifizieren. Am 5. April 1801 zählte Weiler am Berge 82 Einwohner.
Die „Commune de Weiler“ erhielt erst im Laufe des 19. Jahrhunderts als Gemeinde Weiler zur Unterscheidung von der gleichnamigen Gemeinde Weiler (entsprechend ergänzt zu Weiler in der Ebene) im Kreise Euskirchen das Attribut „am Berge“, das bis im 21. Jahrhundert den Ortsnamen ergänzt.
Erst in den 1960er Jahren entstand am Ort eine Schule. Am 1. Januar 1988 lebten im Ort 254 Einwohner. Im Verlauf der mehr als 186 Jahre seit der ersten „Einwohnerzählung“ im heutigen Stadtgebiet stieg deren Zahl um 172 oder um 209,76 v.H.; das bedeutet eine durchschnittliche jährliche Zunahme von einem Einwohner. Nach einem Stand von 210 Einwohnern im Jahre 1900 setzte bis zum Beginn des Zweiten Weltkrieges ein Einwohnerrückgang ein.
Am 1. Juli 1969 wurde Weiler am Berge nach Veytal eingemeindet.
Am 1. Januar 1972 wurde die Gemeinde Veytal (mit Ausnahme des Ortsteils Schwerfen, der zur Stadt Zülpich kam) in die Gemeinde (heute Stadt) Mechernich eingegliedert.

## Verkehr
Durch Weiler am Berge verläuft die L 499. Die nächste Anschlussstelle der Bundesautobahn ist Bad Münstereifel / Mechernich auf der A 1. Die K 45 verbindet Weiler am Berge mit Iversheim über Eschweiler, beides Stadtteile von Bad Münstereifel.
Die VRS-Buslinie 887 der RVK, die als TaxiBusPlus nach Bedarf verkehrt, stellt den Personennahverkehr mit den angrenzenden Orten und der Stadt Mechernich sowie mit Bad Münstereifel sicher. Zusätzlich verkehren einzelne Fahrten der auf die Schülerbeförderung ausgerichteten Linie 867.
| Linie | Betreiber | Verlauf |
| ----- | --------- | --- |
| 867   | Schäfer   | Satzvey – Antweiler – Wachendorf – Lessenich – Rißdorf – Weiler am Berge – Holzheim – Harzheim – (Eiserfey – Vussem – Breitenbenden –) Mechernich Stiftsweg – Mechernich Bf |
| 887   | RVK       | MiKE: Bad Münstereifel Bf – Bad Münstereifel Gewerbegeb./Ärtzeh. – Iversheim Bf – Eschweiler – Weiler am Berge – Harzheim – Holzheim – Mechernich Stiftsweg – Mechernich Bf |